# Frank Buckles
Frank Woodruff Buckles, urodzony jako Wood Buckles (ur. 1 lutego 1901 w Bethany, zm. 27 lutego 2011 w Charles Town) – amerykański weteran I wojny światowej.
W 1917 wstąpił do Armii Stanów Zjednoczonych i służył w Forcie Riley; był kierowcą ambulansu oraz motocykla. Podczas II wojny światowej został schwytany przez żołnierzy japońskich i był więziony przez trzy lata na Filipinach. Po wojnie wziął ślub w San Francisco i przeniósł się do Gap View Farm, niedaleko Charles Town, w Wirginii Zachodniej. Owdowiał w wieku 98 lat. Do 105. roku życia prowadził gospodarstwo rolne.
Frank Buckles był jednym z trzech ostatnich żyjących weteranów I wojny światowej na świecie i ostatnim żyjącym amerykańskim weteranem tej wojny. W chwili swojej śmierci był również najstarszym zweryfikowanym weteranem I wojny światowej na świecie, jak również drugim najstarszym męskim weteranem wojennym na świecie.
Według „The Washington Post” po jego śmierci spośród około 65 mln ludzi, którzy służyli w wojsku i służbach pomocniczych w latach 1914–1918, żył jeszcze tylko 110-letni Brytyjczyk mieszkający w Australii, Claude Choules (zm. 5 maja 2011) i 110-letnia Brytyjka, Florence Green.
W chwili śmierci był także drugim najstarszym żyjącym mężczyzną w Stanach Zjednoczonych. Starszy był od niego tylko Walter Breuning.

## Życiorys

### Wczesne lata i edukacja
Frank Buckles urodził się jako syn rolnika Jamesa C. Bucklesa oraz Teresy J. Buckles w Bethany, w stanie Missouri 1 lutego 1901. Miał dwóch starszych braci, Ashmana i Roya, oraz dwie starsze siostry, Grace i Gladys. Kilku członków jego rodziny dożyło sędziwego wieku. Ojciec Bucklesa żył 97 lat. W 1903 Frank (wtedy jeszcze Wood) zachorowali wraz z bratem Ashmanem na szkarlatynę. Brat Bucklesa zmarł mając cztery lata, Frank przeżył. W latach 1911–1916 Buckles uczęszczał do szkoły w Nevadzie, w stanie Missouri. Później on i jego rodzina przenieśli się do Oakwood, w stanie Oklahoma, gdzie kontynuował edukację i pracował w banku.

### I wojna światowa i lata międzywojenne
Kilka miesięcy po rozpoczęciu w Stanach Zjednoczonych I wojny światowej (kwiecień 1917) Buckles próbował zaciągnąć się do wojska. Początkowo był odrzucany, ze względu na drobną posturę. W końcu został przyjęty i 14 sierpnia przeszedł podstawowe szkolenie w Fort Riley, w Kansas. W tym samym roku wyruszył do Europy na pokładzie RMS Carpathia.

### W trakcie i po II wojnie światowej
W styczniu 1942 został schwytany przez japońskie siły zbrojne. Dostał się do niewoli na Filipinach. Przez następne 3 lata i 2 miesiące był przetrzymywany w obozach w Santo Tomas i Los Banos. Będąc w niewoli Buckles walczył tym razem z głodem. On i jego współwięźniowie dostawali tylko mały posiłek z papki. Wszyscy jeńcy zostali uwolnieni przez aliantów 23 lutego 1945 w brawurowym rajdzie na Los Baños.
Po zakończeniu II wojny światowej Buckles przeniósł się do San Francisco i w 1946 poślubił Audrey Mayo. Osiem lat później para kupiła 330-hektarowe gospodarstwo w Wirginii Zachodniej. W 1955 urodziło się ich jedyne dziecko, córka Susannah. Gdy żona Bucklesa, Audrey zmarła w 1999, jego córka wróciła do gospodarstwa, by opiekować się ojcem.

### Po ukończeniu stu lat
Frank Buckles pozostawał aktywny po ukończeniu stu lat. Prowadził gospodarstwo, w wieku 103 lat wciąż jeździł ciągnikiem.
Zapytany o sekret długiego życia odpowiedział, że najważniejsze są geny, ćwiczenia, zdrowa dieta i ponad wszystko wola przetrwania.
Po śmierci 108-letniego Harry'ego Richarda Landisa w lutym 2008 Buckles został ostatnim Amerykańskim weteranem I wojny światowej. W następnym miesiącu spotkał się z prezydentem USA George’em W. Bushem w Białym Domu.
Zmarł z przyczyn naturalnych 27 lutego 2011, w wieku 110 lat. Został pochowany 15 marca 2011 na Narodowym Cmentarzu w Arlington. Przed uroczystościami pogrzebowymi prezydent Barack Obama i wiceprezydent Joe Biden spotkali się z rodziną Bucklesa.

## Odznaczenia
Otrzymał amerykański Medal Armii Okupacyjnej Niemiec i międzyaliancki Medal Zwycięstwa. W 1999 został odznaczony przez prezydenta Francji Jacques'a Chiraca francuską Legią Honorową za zasługi w czasie I wojny światowej.